# EuropaChorAkademie Görlitz
Die EuropaChorAkademie Görlitz (Eigenschreibweise EUROPA CHOR AKADEMIE GÖRLITZ) wurde im Jahr 2017 in der Europastadt Görlitz/Zgorzelec gegründet. Mit Unterstützung der Bundesrepublik Deutschland, des Freistaates Sachsen, der Stadt Görlitz und weiterer Förderer wurde hier ein neues international ausgerichtetes Chorzentrum geschaffen, das junge Dirigenten, Chorleiter und Sänger mit einem künstlerischen Programm im Feld der zeitgenössischen Chorsinfonik und Chormusik weiterbildet. Unter Leitung des Dirigenten Joshard Daus, dem Gründer der ursprünglichen EuropaChorAkademie, vereint die EuropaChorAkademie Görlitz professionelle Sänger aus Europa. Die aktiven Mitglieder der Chorakademie kommen gegenwärtig vorrangig aus den baltischen Staaten Estland, Litauen und Lettland, aus Polen, der Ukraine und Deutschland. Der Chor probt im Europäischen Zentrum Erinnerung, Bildung, Kultur – Stalag VIII A in Zgorzelec.

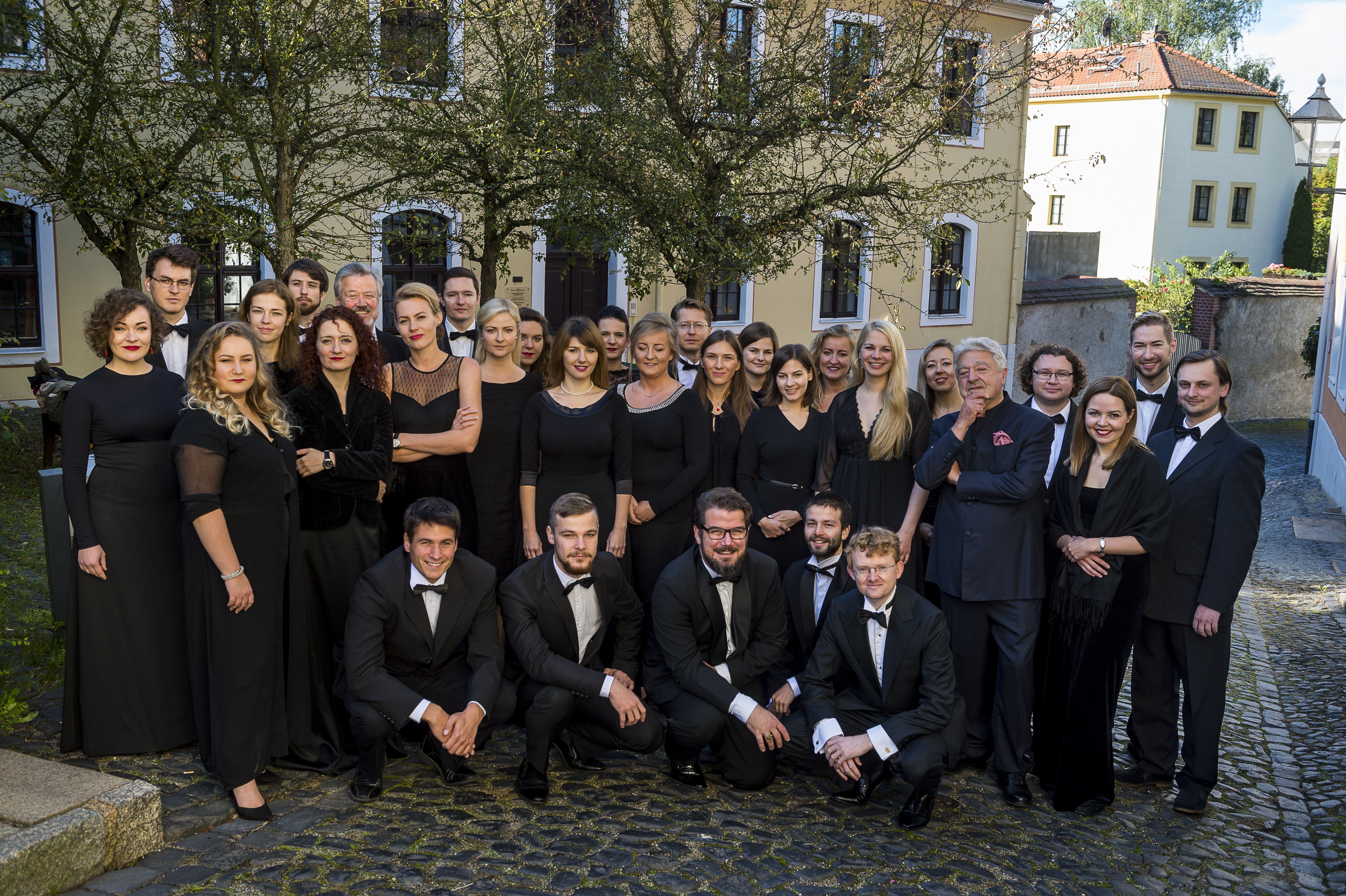
Sängerinnen und Sänger der EuropaChorAkademie Görlitz, hier mit dem Intendanten und künstlerischen Leiter Joshard Daus vor dem Gästehaus im Karpfengrund

Im Sinne der Weiterbildung verknüpft die Chorakademie nach eigenen Angaben Lehre und Praxis und hat das Ziel, durch Aufführungen vor allem chorsinfonischer Musik eine Renaissance der großen Chorkultur in Deutschland herbeizuführen, angereichert durch die europäischen Klangfarben und Chortraditionen. Das Repertoire reicht von Alter bis Zeitgenössischer Musik und Programmen im Cross-Over-Stil. Die Europa Chorakademie Görlitz verfügt über ein nationales und internationales Netzwerk aus Künstlern, Kultureinrichtungen und Kontakten zu Musikakademien und philharmonischen Ensembles. Mit der Chorakademie arbeiten Intendanten, Solisten, Chöre und Orchester zusammen. Auf dem Programm stehen u. a. Konzerte und Aufführungen, die die Sänger als Teil ihrer musikalisch-künstlerischen Arbeit sehen. Zu den Spielorten und Spielstätten gehörten in Görlitz neben dem Kulturforum Synagoge Görlitz, das Kaufhaus am Demianiplatz und die Stadthalle Görlitz. Die EuropaChorAkademie Görlitz bereichert zudem das Städtische Kulturleben, partizipiert im Rahmen der Internationalen Messiaen Tage Görlitz/Zgorzelec und ist eingebunden in die Programmplanung im Rahmen des Lausitz Festivals. Am 18./19. September 2020 ankerte erstmals auf dem Berzdorfer See eine Bühne am Nord-Ost-Strand auf der Wasserfläche. Die Europa Chorakademie Görlitz feierte damit unter der Leitung von Joshard Daus mit der „Carmina Burana“ einen Ausblick für die kommende künstlerische Saison.
Ihren Sitz hat die EuropaChorAkademie Görlitz gGmbH in der Altstadt von Görlitz, am Vogtshof gelegen, in einem Haus, das im Mittelalter als Lateinschule genutzt wurde. Mitten in der historischen Altstadt, im Karpfengrund, befindet sich auch das Gästehaus für die Stipendiaten der Europa ChorAkademie Görlitz. Es wurde 1995 mit Unterstützung der Deutschen Stiftung Denkmalschutz, die Eigentümerin des Gebäudes ist, in einem Barockhof eingerichtet. Anstelle älterer Bebauung entstand das heutige Gästehaus gegen 1800 als Hinterhaus zu einem großen historischen Brauhof, mit dem es noch heute über einen langgezogenen Seitenflügel verbunden ist. Der Bau umschließt einen beschaulichen Innenhof. Vor dem Haus herrscht dagegen fast südländisches Flair mit Zierapfelbäumen und dem „Karpfenbrunnen“. Aufgrund der im Jahr 1800 veränderten, etwas von der Gasse zurückgesetzten Bebauung entstand dieser kleine Platz.
Im Juli 2021 wurde Jan Hoffmann zum ersten festen Gastdirigenten sowie stellvertretenden künstlerischen Leiter der Europa ChorAkademie Görlitz an die Seite von Prof. Joshard Daus berufen, dessen Position er nach seinem Ableben vollumfänglich übernommen hat. Neben der Dirigiertätigkeit zeichnet Jan Hoffmann für die Weiterbildung der Stipendiaten der Akademie verantwortlich. Mit seinen Antrittskonzerten u. a. in Kooperation mit der Staatskapelle Halle dirigierte er auf der Seebühne in Görlitz Beethovens Symphonie Nr. 9 und die Chorfantasie. Darüber hinaus gastierte er mit dem international besetzten Chor der ECA und dem Ensemble von Krzysowa Music im Rahmen des Kreisau Musikfestivals mit Brahms: Ein deutsches Requiem.